# 1,4-苯二硼酸
1,4-苯二硼酸是一种有机化合物，化学式为C6H8B2O4。它可以1,4-二溴苯、镁和硼酸三甲酯为原料反应制得。也有文献报道了通过1,4-二(三甲基锡基)苯和BH3-THF的反应来制备1,4-苯二硼酸。它和溴苯在Pd(II)催化及碳酸钾存在下反应，可以得到1,1':4',1''-三联苯。它可以被氢化铝锂还原为Li2[H3BC6H4BH3]。